# Corcuera (Philippines)
Pour les articles homonymes, voir Corcuera.
Corcuera est une localité de la province de Romblon, aux Philippines. En 2015, elle compte 10 283 habitants.